# San Marinó-i kötélpálya
A San Marinó-i kötélpálya (olaszul Funivia di San Marino)  Borgo Maggiorét köti össze a Monte Titano nevű hegy tetején fekvő San Marino fővárossal. A kabinos felvonót 1956-ban kezdték el építeni, a munkálatok 1959-ben fejeződtek be.
A pálya hossza 338 méter, szintkülönbsége 166 méter, a kocsik sebessége 6 m/s. Egy út kb. 2 perc. Egy kabinban 50 utas és a vezető fér el, a két kabin óránként 1200 ember szállítására alkalmas. A tartókábel átmérője 44 mm. A kabinokat mozgató motor teljesítménye 180 kW. A kabinok eredetileg 20 fő szállítására voltak alkalmasak, de az 1995-ös felújításkor nagyobb kapacitású járműveket szereltek be. A kabinokat a Hölzl Seilbahnbau cég készítette.

## Külső hivatkozások
- Viteldíjak – Sanmarinosite.com